# Mecoacán 2.ª Sección (San Lorenzo)
Mecoacán 2.ª Sección (San Lorenzo) es una ranchería del municipio de Jalpa de Méndez ubicado en la subregión centro del estado mexicano de Tabasco.

## Geografía
La localidad de Mecoacán 2.ª Sección (San Lorenzo) se sitúa en las coordenadas geográficas 18°16′19″N 93°05′20″O / 18.271944, -93.088889, a una elevación de 3 metros sobre el nivel del mar.

## Demografía
Según el Conteo de Población y Vivienda 2020, efectuado por el Instituto Nacional de Estadística y Geografía, la localidad de Mecoacán 2.ª Sección (San Lorenzo) tiene 1,428 habitantes, de los cuales 687 son del sexo masculino y 741 del sexo femenino. Su tasa de fecundidad es de 2.51 hijos por mujer y tiene 368 viviendas particulares habitadas.
| Gráfica de evolución demográfica de Mecoacán 2.ª Sección (San Lorenzo) entre 1910 y 2020 |
|                                                                                          |
| INEGI.                                                                                   |